# Station Aachen West
Station Aachen West (Duits: Bahnhof Aachen West) is een spoorwegstation voor personen en goederen in de Duitse stad Aken. Het station ligt aan lijn Aken – Kassel en aan lijn Aken – Tongeren (Montzenroute).

## Geschiedenis
Het station Aachen West verving het in 1858 door de Aken-Maastrichtsche Spoorweg-Maatschappij gebouwde station Aachen Templerbend. Dit station moest in 1910 wijken voor uitbreidingen van de RWTH Aken. Het nieuwe station en de aansluitende spoorwegen werden enkele honderden meters naar het westen verplaatst.

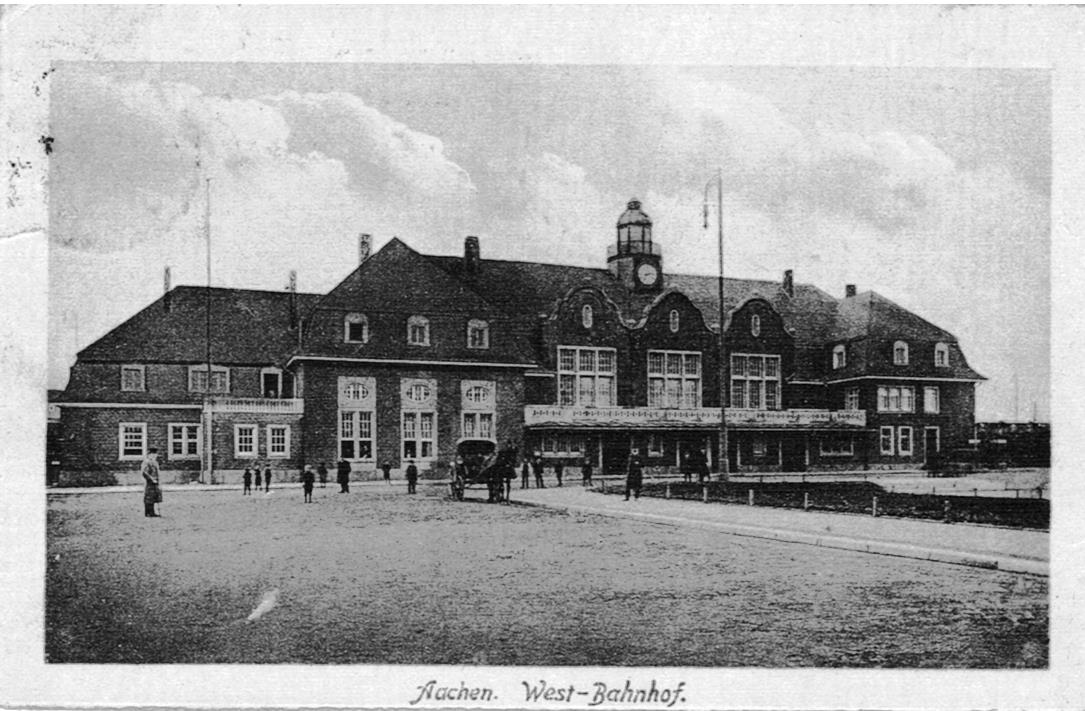
Station Aachen West (ca. 1920)

Tijdens de Tweede Wereldoorlog werd het gebouw verwoest en na de oorlog vervangen door eenvoudige nieuwbouw. Na de oorlog ontwikkelde station Aachen-West zich tot de belangrijkste grensovergang voor het Europese goederenvervoer per spoor, waardoor de capaciteit van het station volledig werd benut (in 1974 werd de grens van een miljoen goederenwagons bereikt). Om deze reden ging in 1974 een grootschalige ombouwoperatie van start, aanvankelijk voor een bedrag van 22 miljoen DM. Een tweede fase, die voor de periode na 1980 was gepland en op 100 miljoen DM werd geraamd, werd vanwege veranderde omstandigheden niet uitgevoerd. Bij de werkzaamheden in de jaren zeventig werden de perrons van het reizigersstation verplaatst van een centrale positie in het emplacement naar het zuidwesten.
Vanaf de jaren negentig werd het stationsgebouw niet meer als zodanig gebruikt, waarna het tot 2012 in gebruik was als discotheek. In januari 2013 werd het gesloopt om plaats te maken voor de nieuwe RWTH Campus West. De toegang tot de perrons bevindt zich nu in de spoortunnel van de Seffenter Weg.

## Treinverbindingen
| Serie            | Treinsoort                                             | Route | Bijzonderheden |
| ---------------- | ------------------------------------------------------ | --- | --- |
| RE 4             | Regional-Express (National Express)                    | Aachen Hbf – Aachen West – Herzogenrath – Rheydt Hbf – Mönchengladbach Hbf – Neuss Hbf – Düsseldorf Hbf – Wuppertal Hbf – Hagen Hbf – Witten Hbf – Dortmund Hbf                                     | Wupper-Express |
| RB 33            | Regionalbahn (DB Regio NRW)                            | Aachen Hbf – Aachen West – Herzogenrath – Lindern – / [ Heinsberg (Rheinl) ] Rheydt Hbf – Mönchengladbach Hbf – Viersen – Krefeld Hbf – Rheinhausen – Duisburg Hbf – Mülheim (Ruhr) Hbf – Essen Hbf | Rhein-Niers-Bahn Trein splitst en combineert in Lindern.                                                                              |
| RB 20            | Regionalbahn (DB Regio NRW)                            | Stolberg (Rheinl) Hbf – Eschweiler-St. Jöris – Alsdorf-Annapark – Herzogenrath – Aachen West – Aachen Hbf – Stolberg (Rheinl) Hbf – [ Stolberg Altstadt ] / [ Langerwehe – Düren ]                  | |
| 18900 RE 18 S 43 | Sneltrein / Regional-Express / S-trein (Arriva / NMBS) | (Luik-Guillemins – ) Maastricht – Heerlen – Landgraaf – Herzogenrath – Aachen West – Aachen Hbf | Drielandentrein (LIMAX). Tussen Luik-Guillemins en Maastricht wordt 1x/uur gereden. Tussen Maastricht en Aachen wordt 2x/uur gereden. |

0,0: Tongeren ·
3,6: Vreren-Nerem ·
5,2: Glons-Haut ·
7,1: Boirs ·
9,3: Rukkelingen ·
11,3: Bitsingen ·
12,9: Wonck ·
18,2: Visé-Haut ·
21,0: Berneau ·
22,4: Weerst ·
26,6: Sint-Martens-Voeren ·
31,4: Remersdaal ·
Hindel-Bas ·
37,0: Montzen ·
Botzelaer ·
Aachen West (Templerbend)
1,9: Aachen Hbf ·
3,0: Aachen Schanz ·
5,3: Aachen West (Templerbend) ·
11,5: Kohlscheid ·
16,1: Herzogenrath ·
22,7: Übach-Palenberg ·
27,4: Geilenkirchen ·
34,6: Lindern ·
36,6: Brachelen ·
40,8: Hückelhoven-Baal ·
47,2: Erkelenz ·
51,7: Herrath ·
56,2: Wickrath ·
60,1: Rheydt Hbf ·
63,9: Mönchengladbach Hbf ·
65,9: Mönchengladbach-Lürrip ·
68,7: Korschenbroich ·
71,5: Kleinenbroich ·
75,3: Büttgen ·
80,9: Neuss Hbf ·
86,4: Düsseldorf-Bilk ·
88,4: Düsseldorf Hbf ·
109,1: Wuppertal-Vohwinkel ·
115,4: Wuppertal Hbf ·
118,9: Wuppertal-Barmen ·
120,9: Wuppertal-Oberbarmen ·
126,0: Schwelm ·
130,5: Ennepetal ·
141,7: Hagen Hbf ·
155,6: Schwerte (Ruhr) ·
170,9: Fröndenberg ·
178,8: Wickede ·
190,8: Neheim-Hüsten ·
198,8: Arnsberg (Westf) ·
209,8: Freienohl ·
218,6: Meschede ·
227,0: Bestwig ·
233,9: Olsberg ·
241,8: Brilon-Wald ·
247,8: Hoppecke ·
251,1: Messinghausen ·
257,2: Beringhausen ·
259,6: Bredelar ·
267,9: Marsberg ·
273,2: Westheim ·
283,4: Scherfede ·
292,9: Warburg (Westf) ·
301,0: Liebenau ·
313,1: Hofgeismar-Hümme ·
318,6: Hofgeismar ·
324,6: Grebenstein ·
329,2: Immenhausen ·
333,5: Espenau-Mönchehof ·
337,7: Vellmar-Obervellmar ·
337,7: Vellmar-Osterberg ·
340,2: Kassel-Jungfernkopf ·
341,4: Kassel-Harleshausen ·
342,5: Kassel-Kirchditmold ·
345,2: Kassel Hbf